# 태양 닮은 소녀
태양 닮은 소녀는 1975년 공개된 대한민국의 영화이다. 화천공사에서 이만희 감독을 기용하여 제작하였다.
영화 촬영은 대부분 태안군의 연포해수욕장에서 진행되었으며, 록 싱어송라이터인 신중현이 영화 음악을 담당하였다.

## 배역
- 문숙
- 신성일
- 고영수
- 문오장
- 지현
- 박기택
- 이자영
- 양석천
- 성명순
- 최재호
- 최석
- 최성규
- 박용복

## 수상
- 1975년 제11회 한국연극영화상[B](백상예술대상[3])
  - 영화부문 신인상 - 문숙[4][5]